# Vāstān
Vāstān (persiska: واستان) är en ort i Iran.   Den ligger i provinsen Mazandaran, i den norra delen av landet, 170 km öster om huvudstaden Teheran. Vāstān ligger 300 meter över havet och antalet invånare är 120.
Terrängen runt Vāstān är huvudsakligen kuperad. Vāstān ligger nere i en dal. Runt Vāstān är det ganska tätbefolkat, med 111 invånare per kvadratkilometer. Närmaste större samhälle är Varakī, 4,6 km söder om Vāstān. I omgivningarna runt Vāstān växer i huvudsak blandskog.